# اکسل آلفردسون
اکسل آلفردسون (سوئدی: Axel Alfredsson؛ ۲ مه ۱۹۰۲ – ۹ اوت ۱۹۶۶) بازیکن فوتبال اهل سوئد بود.

## باشگاهی
از باشگاه‌هایی که در آن بازی کرده‌است می‌توان به باشگاه فوتبال هلسینگبورگس و باشگاه فوتبال آی‌ای‌کی اشاره کرد.